# Лаврская гостиница (Сергиев Посад)
Лаврская гостиница — действующий гостиничный комплекс Троице-Сергиевой лавры, старейшая гостиница Сергиева Посада.

## История
Первая в городе деревянная гостиница существовала на этом месте начале XIX века, в ней в сентябре 1812 года останавливался раненый генерал П. И. Багратион. Та же гостиница упоминается Л.Н. Толстым в романе «Война и мир» — в ней писатель поселил Ростовых и раненного князя Андрея Болконского.
После Отечественной войны 1812 года возникла необходимость перестройки гостиницы.
По распоряжению Московского митрополита и священноархимандрита Лавры Филарета (Дроздова) она была выполнена в 1822—1825 годах (в качестве даты перестройки упоминается 1823 год).
Проект комплекса зданий в стиле «неоклассицизм» был предложен архитектором Александром Филипповичем Элькинским.
После пожара в 1838 года здание было частично перестроено.
Согласно путеводителю конца XIX века первые этажи гостиницы и её погреба сдавались в аренду местным торговцам.
Сама лавра силами гостиничного иеромонаха управляла шестьюдесятью восемью номерами.
Об этой гостинице упоминали останавливавшиеся здесь деятели культуры Николай Иванович Греч, Иван Сергеевич Шмелёв, Александр Иванович Куприн, Астольф де Кюстин, Теофиль Готье, Александр Дюма.
В 1911 году известный художник Константин Фёдорович Юон запечатлел на своей картине «Зима. Сергиевский посад» вид из окна гостиницы.
После 1917 года гостиница была национализирована и её назначение изменилось: в здании были устроены военные электротехнические курсы и высшая электротехническая школа. Позже в здании разместился Дом советов (корпуса стали именовать «Первым Домом Советов»).
Вплоть до 1937 года в корпусах здания размещались районный и городской отделы милиции, при этом на первом этаже находилась камера предварительного заключения.
В советский период здания гостиницы пришли в полное запустение и в 1992 году комплекс был передан Историко-художественному музею-заповеднику.
В 2000 году были переданы Троице-Сергиевой лавре, при этом областной Реставрационный центр причислил строение к не подлежащим восстановлению.
При поддержке спонсоров, главным из которых была корпорация Росатом в 2005—2007 годах была проведена реставрация памятника.
В 2005 году были проведены подготовительные работы по разбору аварийных конструкций и уборке мусора; после этого началось восстановление главного корпуса.
К дню памяти Сергия Радонежского — сентябрю 2006 года — гостиница приняла первых постояльцев.
В 2007-2008 годах была проведена работа по восстановлению дворовых строений, которые завершили воссоздание всего гостиничного комплекса.
Винные погреба и Гостиничный флигель были отреставрированы; на месте утраченных деревянных конюшен, каретных и сенных сараев построены здания кухни и трапезной.
На месте утраченной Летней гостиницы также был выстроен новый корпус, который повторяет объём и архитектуру предыдущего здания.